# Sphaeriodesmus griseus
Sphaeriodesmus griseus är en mångfotingart som beskrevs av Chamberlin 1943. Sphaeriodesmus griseus ingår i släktet Sphaeriodesmus och familjen Sphaeriodesmidae. Inga underarter finns listade i Catalogue of Life.